# Рыбацкий

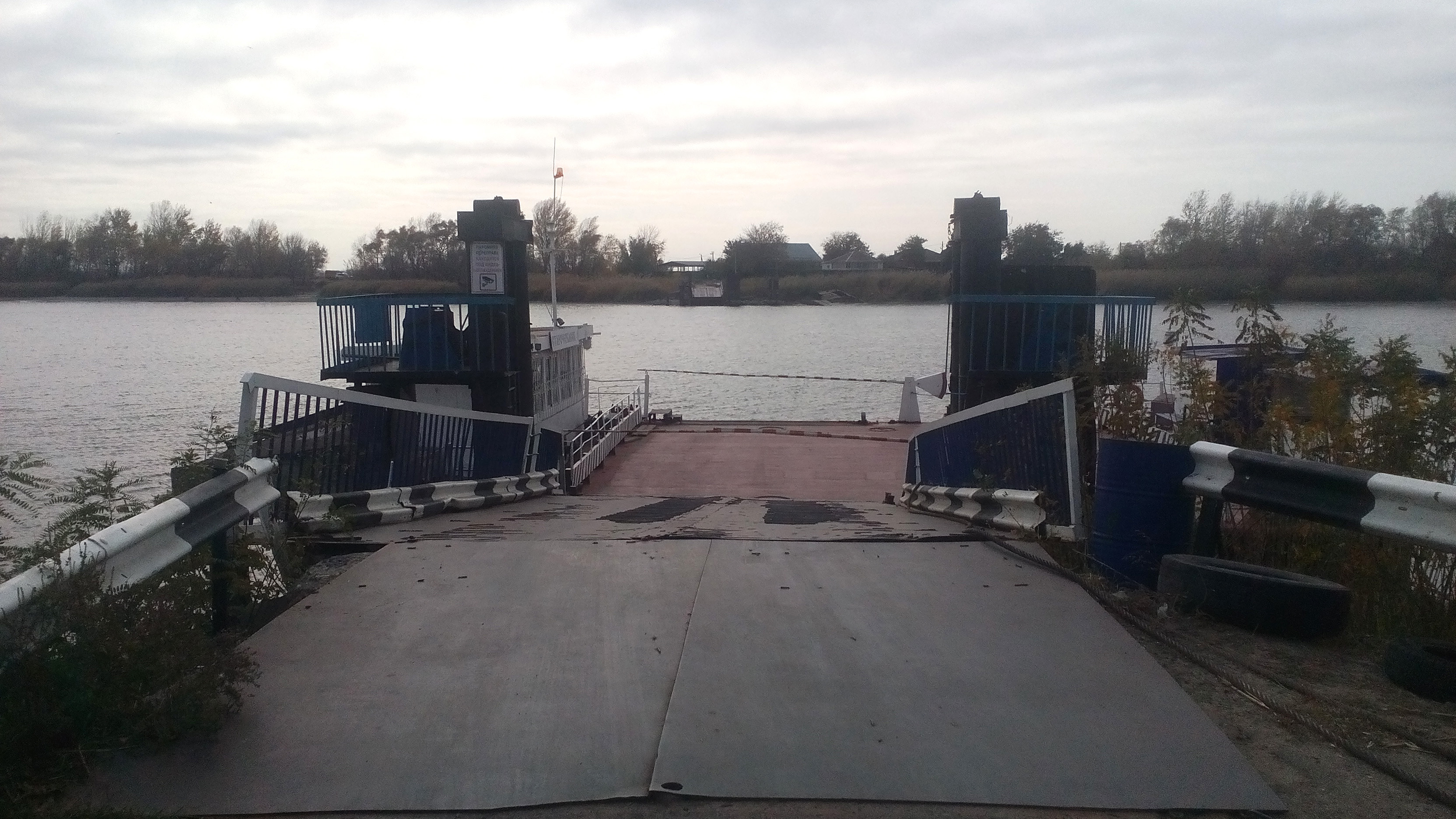
Вид на паромную пристань Рыбацкого из Старочеркасска

Рыба́цкий — хутор в Аксайском районе Ростовской области.
Входит в состав Старочеркасского сельского поселения.

## География
Хутор находится на левом берегу Дона, на расстоянии 20 км (по дорогам) к востоку от города Аксай, административного центра района. 

## История
В 1963 году указом Президиума Верховного Совета РСФСР хутор Задонский переименован в Рыбацкий.

## Население
| 1989 | 2002 | 2010 |
| ---- | ---- | ---- |
| 468  | ↗542 | ↗758 |

## Улицы
| - пер. 1-й, - пер. 2-й, - пер. 3-й, - пер. 4-й, - пер. 5-й, | - пер. 6-й, - пер. 7-й, - пер. 8-й, - пер. 9-й, - пер. Полевой, | - ул. Береговая, - ул. Донская 1-я, - ул. Донская 2-я, - ул. Комсомольская, - ул. Молодёжная, | - ул. Набережная, - ул. Новая, - ул. Степная, - ул. Центральная, - ул. Школьная. |

## Инфраструктура
На хуторе работает платная паромная переправа через Дон в сторону Старочеркасска.